# 宇宙科学小説シリーズ
宇宙科学小説シリーズ（うちゅうかがくしょうせつシリーズ）は、東京元々社より出版されたSF小説の叢書。発行は東京元々社だが、発売は東京ライフ社。判型は19cm×13cm。
元々社が刊行していた最新科学小説全集のうち未刊だった6点を、宇宙科学小説シリーズと銘打ち、配本したもの。しかし『宇宙恐怖物語』『時間と空間との冒険』の2冊を刊行したのみに終わった。

## 刊行リスト
1. 『宇宙恐怖物語（英語版）』（Science Fiction Terror Tales、コンクリン（英語版）編、下島連訳）1957年10月刊行
  - 「空間の決闘（英語版）」（Arena (1944)、フレデリック・ブラウン）
  - 「フライ」（Flies (1953)、アイザック・アシモフ）
  - 「顕微鏡的巨人」（The Microscopic Giants (1936)、 ポール・エルンスト（英語版））
  - 「外来者」（Imposter (1953)、フィリップ・K・ディック）
  - 「彼等」（They (1941)、ロバート・ハインライン）
  - 「プロット」（Prott (1953)、マーガレット・クレアー（英語版））
  - 「悪夢の兄弟」（Nightmare Brother (1953)、アラン・ナース）
  - 「冥王星へのパイプ・ライン」（Pipeline to Pluto (1945)、マレー・ラインスター）
  - 「ひる」（The Leech (1952)、ロバート・シェクレイ）
  - 「もう一つの就任式」（The Other Inauguration (1953)、アンソニー・バウチャー）
  - 「失われた記憶」（Lost Memory (1952)、ピーター・フィリップス（英語版））
  - 「記念碑」（Memorial (1946)、セオドール・スタージャン）
2. 『時間と空間との冒険（英語版）』（Adventure in the Time and Space、マッコーマス（英語版）編、佐藤俊彦訳）1957年12月刊行
  - 「回転する道路」（The Roads Most Roll (1940)、ロバート・A・ハインライン）
  - 「ピラミッドの内部で」（Within the Pyramid (1937)、R・デゥウィット・ミラー（英語版））
  - 「鎖」（The Link (1942)、クリーヴ・カートミル（英語版））
  - 「重い遊星」（Heavy Planet (1939)、リー・グレゴア（英語版））
  - 「夜が来る」（Nightfall (1941)、アイザック・アシモフ）
  - 「イヴのいないアダム」（Adam and No Eve (1941)、アルフレッド・ベスター）
  - 「自惚れロボット」（The Proud Robot (1943)、ルイス・パジェット）
3. 『宇宙製造者（英語版）』（ヴァン・ヴォーグト、国松文雄訳）【未刊】
4. 『混沌と戦う人々』（The Chaos Fighters (1955)、ウイリアムス、吉田隆訳）【未刊】
5. 『虚無Aの世界』（ヴァン・ヴォーグト、間野英雄訳）【未刊】
6. 『天界の王』（ハミルトン、木川正男訳）【未刊】